# Córrego Verde
O córrego Verde ou rio Verde, é um curso de água da cidade de São Paulo, que corre canalizado pelo distrito de Pinheiros.

## Geografia
O córrego nasce em muitas nascentes ramificadas numa formação geológica que chama-se anfiteatro, as nascentes do córrego formam dois braços (o córrego Verde I e o córrego Verde II), para depois desaguar no rio Pinheiros.
Originalmente, os dois braços se encontravam na altura da rua dos Pinheiros, próximo á avenida Rebouças. Porém, durante o processo de canalização do córrego, seus cursos foram desviados.

## Córrego Verde I
Suas nascentes principais situam-se na rua sem saída Beatriz Galvão e no primeiro quarteirão da rua Oscar Freire, próximo à avenida Doutor Arnaldo. Ele passa pela rua Abegoária, Medeiros de Albuquerque, Beco do Batman e pelo Beco do Aprendiz, de onde segue em linha reta pela rua Paes Leme até o rio Pinheiros.

## Córrego Verde II
Nasce parte na Faculdade de Medicina da USP, parte na alameda Gabriel Monteiro da Silva, e corre próximo ao curso da avenida Rebouças até desaguar no rio Pinheiros.